# Secretariado del Gobierno
El Secretariado del Gobierno es el órgano de asistencia a los órganos colegiados del Gobierno de España, siendo estos el Consejo de Ministros, las Comisiones Delegadas del Gobierno y la Comisión General de Secretarios de Estado y Subsecretarios, y al titular del Ministerio de la Presidencia, Justicia y Relaciones con las Cortes, departamento en el cual se integra y en el que actúa como secretaría general técnica. Tiene rango de dirección general.
Como órgano de asistencia al Gobierno se encarga de asistir al ministro-secretario del Consejo de Ministros y de remitir las convocatorias a los diferentes miembros de los órganos colegiados mencionados, así como de colaborar con las Secretarías Técnicas de las Comisiones Delegadas del Gobierno.
Como órgano de asistencia al ministro de la Presidencia, se encarga de los trámites relativos a la sanción y promulgación real de las leyes aprobadas por las Cortes Generales y la expedición de los Reales Decretos; de la tramitación de los actos y disposiciones del Rey cuyo refrendo corresponde al presidente del Gobierno y de la tramitación de los actos y disposiciones que el ordenamiento jurídico atribuye a la competencia del presidente del Gobierno.
La denominación completa del titular del órgano es secretario general técnico-director del Secretariado del Gobierno, siendo este Alberto García González desde el 2 de noviembre de 2021.

## Historia

### Antecedentes
El origen de lo que hoy conocemos como Secretariado del Gobierno está en la figura del secretario del Consejo de Ministros, que se creó junto con dicho órgano colegiado.
La primera acta firmada, y punto de partida del Secretariado, es la del 19 de febrero de 1824 (si bien existe una acta sin firmar del 3 de enero). La secretaría del Consejo en los primeros años era ejercida por el secretario del Consejo de Estado hasta 1835 y, desde entonces, fueron los funcionarios de la Secretaría de Estado y del Despacho de Estado —cuya titularidad ostentaba el presidente del Consejo de Ministros— los que asumieron esa responsabilidad. Por lo tanto, lo que hoy conocemos como Secretariado no existía orgánicamente, sino que eran el conjunto de funcionarios asignados en el Ministerio de Estado para asistir al Consejo de Ministros.

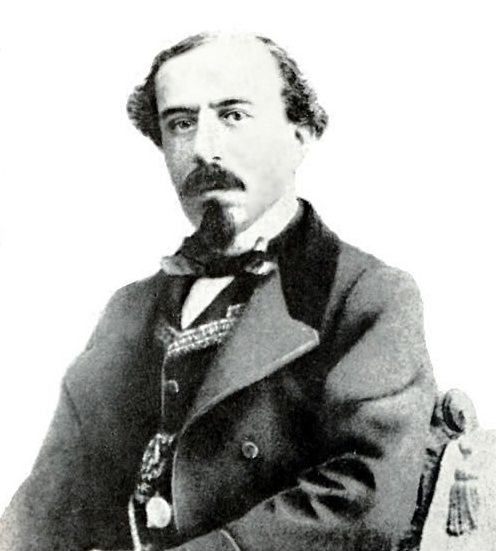
Salvador Bermúdez de Castro y Díez fue secretario del Consejo de Ministros entre 1843 y 1844.

En 1843, un real decreto restituyó el cargo de secretario del Consejo de Ministros y, por primera vez, dejó por escrito cuáles eran sus funciones, a saber:

1. Asistir a las deliberaciones del Consejo, redactar las actas de las discusiones y tomar nota de las resoluciones que tengan lugar.
2. Comunicar a cada uno de los Ministros los acuerdos del Consejo que interesen al servicio especial de cada uno.
3.Dirigir la parte oficial de la Gaceta del Gobierno.
4. Recibir, custodiar y dar cuenta al Consejo de las notas, partes, despachos y cualesquiera expedientes o papeles que le envíen con este objeto a los Ministros.
Real Decreto de 9 de diciembre de 1843. Firmado por Luis González Bravo, presidente del Consejo de Ministros.

Asimismo, el decreto establecía que la Secretaría la ejercería un funcionario de la Primera Secretaría de Estado que contaría para su auxilio con dos oficiales.
Desde 1854 fueron los propios ministros los que asumieron el papel de secretario —normalmente de menor antigüedad— y a partir de 1851, cuando la Presidencia del Consejo de Ministros empezó a actuar como un departamento ministerial, los medios personales y materiales para asistir al ministro-secretario emanaban de ese Ministerio. Al mismo tiempo que esto ocurría, el oficial principal responsable de asistir al ministro-secretario se iba transformando en lo que a partir de 1870 se consolidó como subsecretario de la Presidencia del Consejo de Ministros. A partir de 1871, con algunos lapsus, se volvió a otorgar la Secretaría del Consejo a una persona ajena al gabinete, el subsecretario de la Presidencia. Para abril de 1872, el Secretariado/Subsecretaría lo formaban el subsecretario y secretario del Consejo y siete funcionarios más y en enero de 1875 alcanzaban la cifra de hasta 19, aunque no se especificaba cuántos de ellos hacían tareas relacionadas con el Secretariado.
La legislación posterior a estas fechas continuó siendo poco clara, y no será hasta la dictadura de Francisco Franco que se empieza a definir qué es y como actúa el Secretariado. Promulgada la Ley de 30 de enero de 1938, de organización de la Administración Central del Estado, estableció la figura de secretario —limitada a ministros—, así como mantuvo el histórico cargo de subsecretario de la Presidencia.
Sin mayores menciones, no habrá buenas nuevas hasta el 19 de julio de 1951. En este fecha, el cargo que ocupaba Luis Carrero Blanco, subsecretario de la Presidencia, fue elevado a la categoría de ministro y, al mismo tiempo, se le otorgó la Secretaría del Consejo de Ministros que desde 1940 ejercía José Ibáñez Martín, ministro de Educación Nacional.
En 1956 se creó, a las órdenes del Ministro-Subsecretario la Secretaría General Técnica de la Presidencia del Gobierno, con funciones de estudio, documentación, asistencia técnica, coordinación y elaboración de planes.

### Secretariado del Gobierno
De forma oficial, será la Ley del Régimen Jurídico de la Administración del Estado de 1957 la que cree el órgano que hoy conocemos como Secretariado Gobierno.
Mediante esta ley, se ratifica al ministro de la Presidencia como secretario del Consejo de Ministros y, en su artículo 12, establece un «Secretariado de las Comisiones Delegadas del Gobierno” que “cuidará de la preparación de las reuniones del Consejo de Ministros y Comisiones Delgadas del Gobierno; de la distribución del orden del día y de cuantos datos e informes precisen los Ministros para conocer los antecedentes de los asuntos sometidos a su deliberación; de levantar el acta de los acuerdos adoptados y velar por su ejecución, de cuidar de la inserción en el Boletín Oficial del Estado de los decretos, reglamentos y demás disposiciones generales del Gobierno y custodiar el archivo de sus minutas; registrar todas las disposiciones de carácter general y anotar sus posteriores modificaciones o derogaciones». Asimismo, el artículo séptimo de la mencionada ley establecía que el Secretariado se adscribía a la Secretaría General Técnica de la Presidencia del Gobierno.
Cabe destacar de este periodo la Orden del Ministro Subsecretario de 17 de diciembre de 1971, que detalló las cuatro secciones y los negociados en los que se estructuraba el Secretariado:
- Informes y Dictámenes.
- Relaciones con las Cortes Españolas y Altos Organismos.
- Consejo de Ministros y Comisiones Delegadas del Gobierno.
  - Negociado de Protección de Materias Clasificadas.
  - Negociado de Comisiones Interministeriales.
- Registro y Publicación de Disposiciones.
  - Negociado de relaciones con el Boletín Oficial del Estado.
  - Negociado de Tablas de Vigencias.

Se mantuvo así hasta 1986. En este año, el Ministerio de la Presidencia se renombró como Ministerio de Relaciones con las Cortes y de la Secretaría del Gobierno y fruto de esta reforma, el Secretariado alcanzó su rango máximo, Dirección General, manteniéndose así hasta 2010, cuando se desdobló en dos órganos con rango de subdirecciones generales: la Oficina del Secretariado del Gobierno y la Subdirección General de Seguimiento de Acuerdos y Disposiciones.
Transferida en 2012 de nuevo a la Secretaría General Técnica desde la Subsecretaría, este órgano directivo volvió a convertirse en el órgano principal del Secretariado del Gobierno al conferir a su titular la Dirección del Secretariado del Gobierno, adquiriendo su denominación actual.
En 2022 se le adscribió la Oficina de Coordinación y Calidad Normativa que antes dependía de la Subsecretaría. En 2024, tras fusionarse los ministerios de Justicia y de Presidencia, el Secretariado del Gobierno asumió las funciones técnicas de la Secretaría General Técnica del Ministerio de Justicia.

## Estructura y funciones
El Secretariado del Gobierno, al ser al mismo tiempo la Secretaría General Técnica del Ministerio de la Presidencia, ejerce tanto funciones de asistencia al Gobierno como de gestión del Departamento, y lo hace a través de los siguientes órganos:
- La Vicesecretaría General Técnica, a la que le corresponde la elaboración de los informes previstos en la Ley del Gobierno; la elaboración de las disposiciones de carácter general en materias propias del Departamento, sin perjuicio de las competencias de otros órganos directivos y, en todo caso, su tramitación, incluida la solicitud de los informes preceptivos en la elaboración de aquéllas; el estudio, tramitación y, en su caso, elaboración de las órdenes de la persona titular del Ministerio de la Presidencia, Justicia y Relaciones con las Cortes dictadas a propuesta de las personas titulares de los ministerios interesados; la preparación y coordinación del Plan Anual Normativo y del Informe Anual de Evaluación Normativa, y la formulación de propuestas sobre criterios generales en materia de planificación y evaluación normativa de la Administración General del Estado, en el marco de la Junta de Planificación y Evaluación Normativa; el informe, coordinación de la tramitación, archivo, custodia y evaluación de la ejecución de los convenios que suscriba el Departamento; el estudio de los asuntos sobre los que hayan de deliberar el Consejo de Ministros, la Comisión General de Secretarios de Estado y Subsecretarios y las Comisiones Delegadas del Gobierno; y el seguimiento e informe jurídico de las disposiciones y actos de las comunidades autónomas en las materias relacionadas con las competencias del Departamento, y las actuaciones derivadas de la participación del Departamento en la Comisión de Seguimiento de Disposiciones y Actos de las Comunidades Autónomas.
- La Subdirección General de Política Legislativa, a la que le corresponde el impulso de los proyectos legislativos del Departamento en materia civil, mercantil, procesal y penal procedentes de encargos a la Comisión General de Codificación o derivados de la transposición de directivas europeas, de la adaptación del ordenamiento jurídico español a los reglamentos europeos o del cumplimiento de tratados o convenios internacionales celebrados por España en dichas materias; la participación en la elaboración de las iniciativas normativas de transposición de otros departamentos ministeriales y su seguimiento en coordinación con la Secretaría de Estado de Justicia cuando afecten a su ámbito de actuación; la coordinación, solicitud y remisión de informes de la Red de Cooperación Legislativa de Ministerios de Justicia de la Unión Europea; y el seguimiento, coordinación e informe de las cuestiones prejudiciales, los procedimientos de infracción en cualquiera de sus fases y otros procedimientos contenciosos ante la Unión Europea que sean responsabilidad del departamento.
- La Subdirección General de Publicaciones, Documentación y Archivo, que asume las competencias sobre la programación, coordinación y evaluación de las actividades editoriales de la Administración General del Estado, así como la propuesta y ejecución de la política editora del Departamento; y sobre la prestación de asistencia documental a los distintos servicios del Departamento, la organización y dirección de la biblioteca, del Sistema Archivístico del Ministerio y del servicio de documentación.
- La Oficina del Secretariado del Gobierno, a la que le corresponde la preparación de las reuniones del Consejo de Ministros y de la Comisión General de Secretarios de Estado y Subsecretarios; la determinación de las disposiciones que deban tramitarse como conjuntas; la distribución del orden del día y de cuantos datos y antecedentes precisen los miembros de los órganos colegiados expresados para conocer los asuntos sometidos a deliberación, y la preparación y custodia de las actas de los acuerdos adoptados, velando por su correcta certificación por el Ministro-Secretario del Consejo de Ministros y posterior remisión a los departamentos ministeriales proponentes; la participación en la preparación de las reuniones de las Comisiones Delegadas del Gobierno, así como la colaboración con sus Secretarías Técnicas y el archivo y custodia de las convocatorias, órdenes del día y actas de sus reuniones, que deberán ser remitidas, a estos efectos, en el plazo de un mes desde la celebración de la reunión; velar por el cumplimiento de las instrucciones sobre la tramitación de los asuntos de los órganos colegiados del Gobierno, así como impulsar la implantación de nuevas tecnologías en este ámbito, en colaboración con la Subdirección General de Tecnologías de la Información y Comunicaciones; velar por la mejora de la calidad técnica de las resoluciones y disposiciones emanadas de los órganos colegiados del Gobierno, a través de la elaboración, actualización y difusión de directrices; y todos aquellos trámites relativos a la sanción y promulgación real de las leyes aprobadas por las Cortes Generales y la expedición de los Reales Decretos, así como la tramitación de actos y disposiciones del Rey, cuyo refrendo corresponda al Presidente del Gobierno, y de los actos y disposiciones del propio Presidente del Gobierno.
- La Subdirección General de Seguimiento de Acuerdos y Disposiciones, competente para la ejecución de los acuerdos adoptados por el Consejo de Ministros en relación con los conflictos constitucionales y con los procedimientos de declaración de inconstitucionalidad, y para la ordenación y control de la publicación de las disposiciones y actos administrativos que deban insertarse en el Boletín Oficial del Estado, velando especialmente por el orden de prioridad de las inserciones, la salvaguardia de las competencias de los distintos órganos de la Administración y el cumplimiento de los requisitos formales necesarios en cada caso.
- La Subdirección General de Recursos y Relaciones con los Tribunales, que se encarga de la tramitación y propuesta de resolución de los recursos administrativos contra los actos y disposiciones del departamento, de los procedimientos de revisión de oficio de los actos administrativos, de los conflictos de atribuciones entre órganos del departamento y de las reclamaciones de responsabilidad patrimonial de la Administración, sin perjuicio de las funciones atribuidas a otros órganos; de las relaciones con los juzgados y tribunales de Justicia; y de la tramitación de las peticiones recibidas en el Ministerio en ejercicio del derecho de petición previsto en el artículo 29 de la Constitución Española.
- tramitación de recursos y reclamaciones de la competencia del Departamento. También le corresponden las relaciones del Ministerio con los Juzgados y Tribunales de Justicia; de la tramitación de las peticiones recibidas en el Ministerio en ejercicio del derecho de petición previsto en el artículo 29 de la Constitución Española, así como la Secretaría General de la Comisión Nacional de Ayuda y Asistencia a las Víctimas de Delitos Violentos y contra la Libertad Sexual.
- La Oficina de Coordinación y Calidad Normativa, órgano de la Administración General del Estado encargado de promover la coordinación y la calidad de la actividad normativa del Gobierno.[20]

## Titular
El director del Secretariado del Gobierno, oficialmente secretario general técnico-director del Secretariado del Gobierno, es un alto cargo del Gobierno con rango de director general. Cuando el subsecretario del Departamento no puede asistir, el director del Secretariado asume la secretaría de la Comisión General de Secretarios de Estado y Subsecretarios. Asimismo, es el vicepresidente de la Comisión General de Codificación.